# Континентальний союз

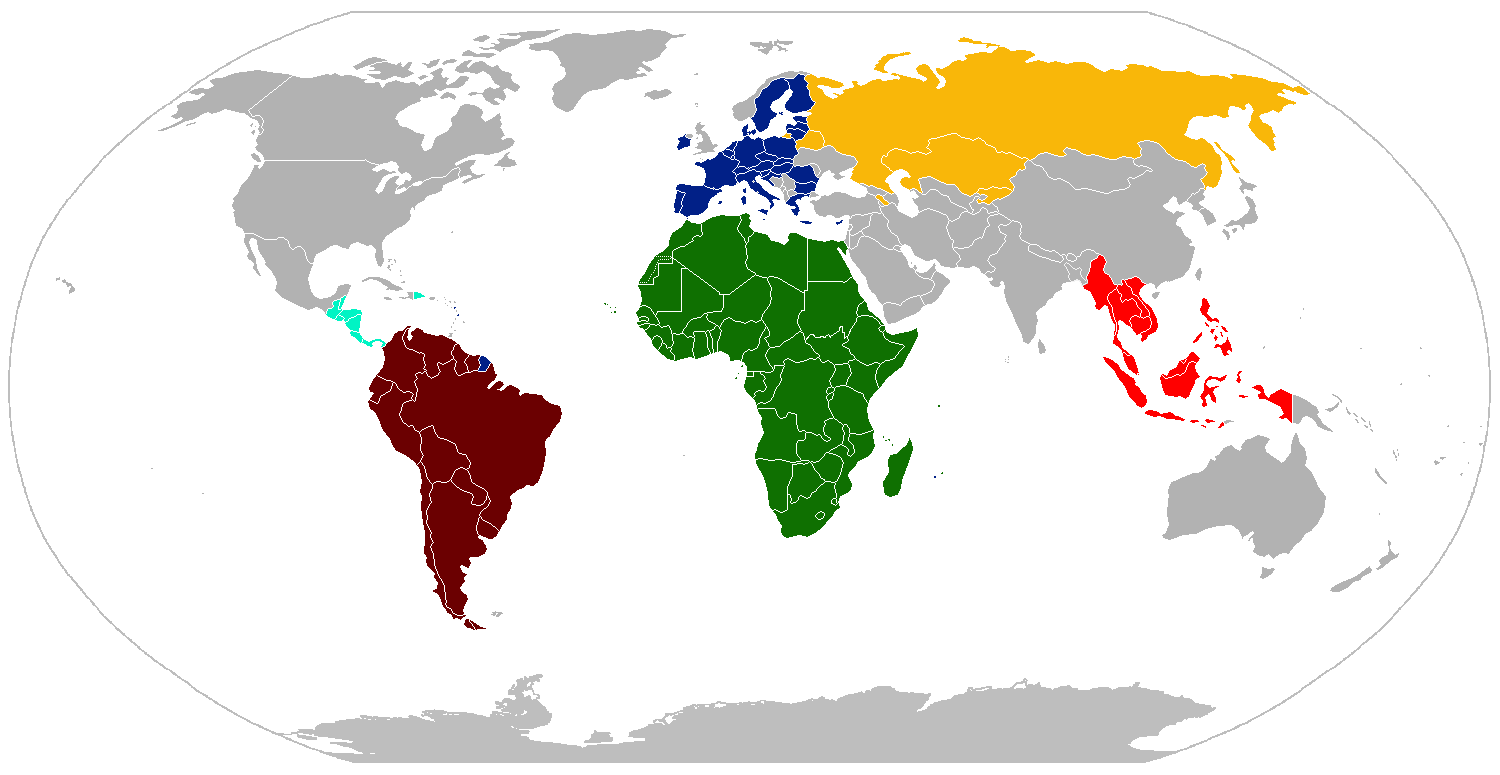
Карта нині існуючих наднаціональних континентальних союзів.

Континентальний Союз — економічне i політичне співтовариство, що об'єднує значну частину країн одного континенту.

## Приклади
- Африканський Союз (UA) — Африка
- Європейський Союз (ЄС) — Європа
- Союз Південноамериканських Націй (UNASUR) — Південна Америка
- Центральноамериканська Інтеграційна Система (SICA)
- Союз Тихого океану — має бути створений до 2020[1] в результаті трансформації Асоціації Країн Південно-Східної Азії (АСЕАН), створеної 8 серпня 1967 року в Бангкоку.
- Євразійський Єкономічний Союз